# Украинская степь (Донецк)
Украинская степь — парк скульптур в Донецке; открыт в 2006 году на бульваре Пушкина. В него входят 11 скульптур, которые были подарены Донецку украинскими и немецкими скульпторами — участниками первого международного симпозиума в Донецке по скульптуре из камня.
Скульптуры выполнены из крымского известняка (кроме скульптур Матиаса Трота, которые выполнены из дуба) и представляют собой одиночные и групповые композиции людей, зверей, а также скульптуры-абстракции. Общая тема работ — славянская мифология и быт.

## Список работ
- «Давид и Голиаф», скульптор — Пётр Антып, скульптура изображает ветхозаветных персонажей Давида и Голиафа.
- «Краеугольный камень», скульптор — Владимир Бабак, скульптура представляет собой металлическую пирамиду, на которой стоит камень.
- фигура скифской бабы, скульптор — Александр Дьяченко.
- «Женщина и солнце», скульптор — Александр Мацюк.
- «Диалог», скульптор — Владимир Кочмар, скульптура изображает женские и мужские губы.
- «Сны амазонки», скульптор — Михаил Кушнир.
- «Куманец», скульптор — Николай Водяной, скульптура изображает куманец — керамический сосуд, распространённый на Украине.
- «Ярило», скульптор — Григорий Кудлаенко, скульптура изображает славянского бога Ярило.
- «Скифия», скульптор — Василий Ярыч.
- «Чёрное и белое», скульптор — Трот Матиас, композиция состоит из двух деревянных столбов с отверстиями и скульптуры женщины, свет через отверстия должен падать на голову женщины.
- «Женщина-ночная птица», скульптор — Пауль Ганди.

## Галерея

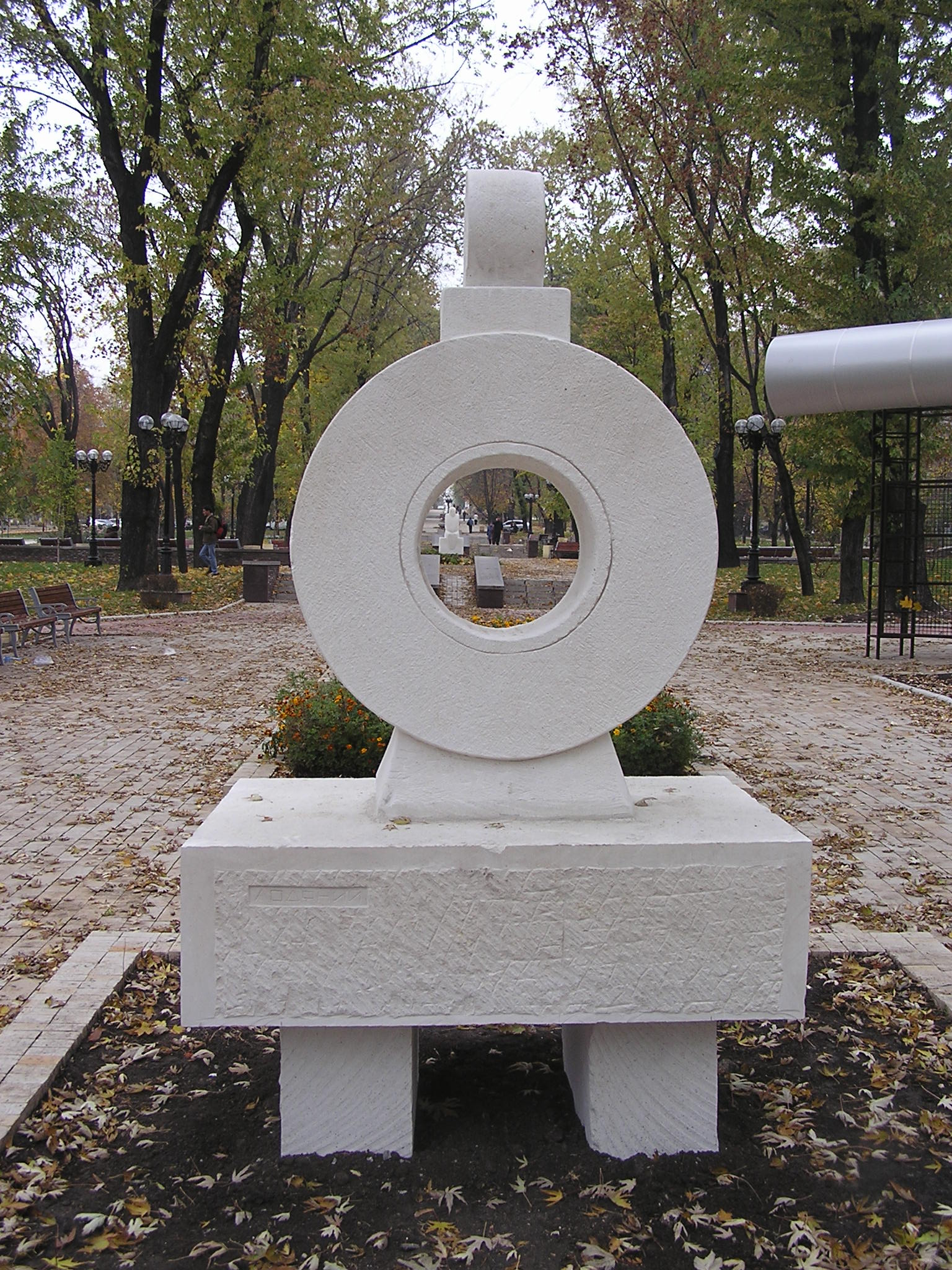
«Куманец»
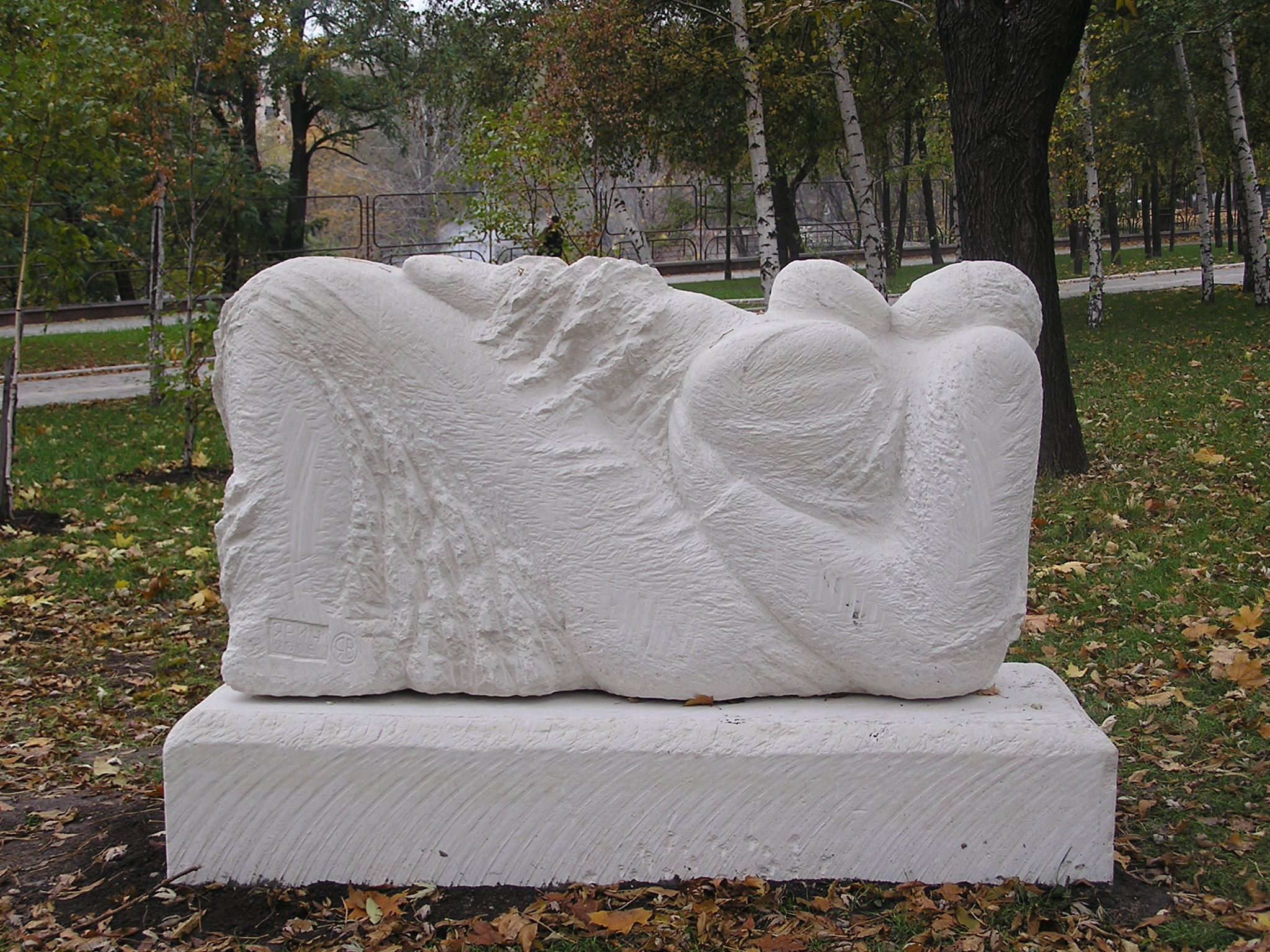
«Скифия»
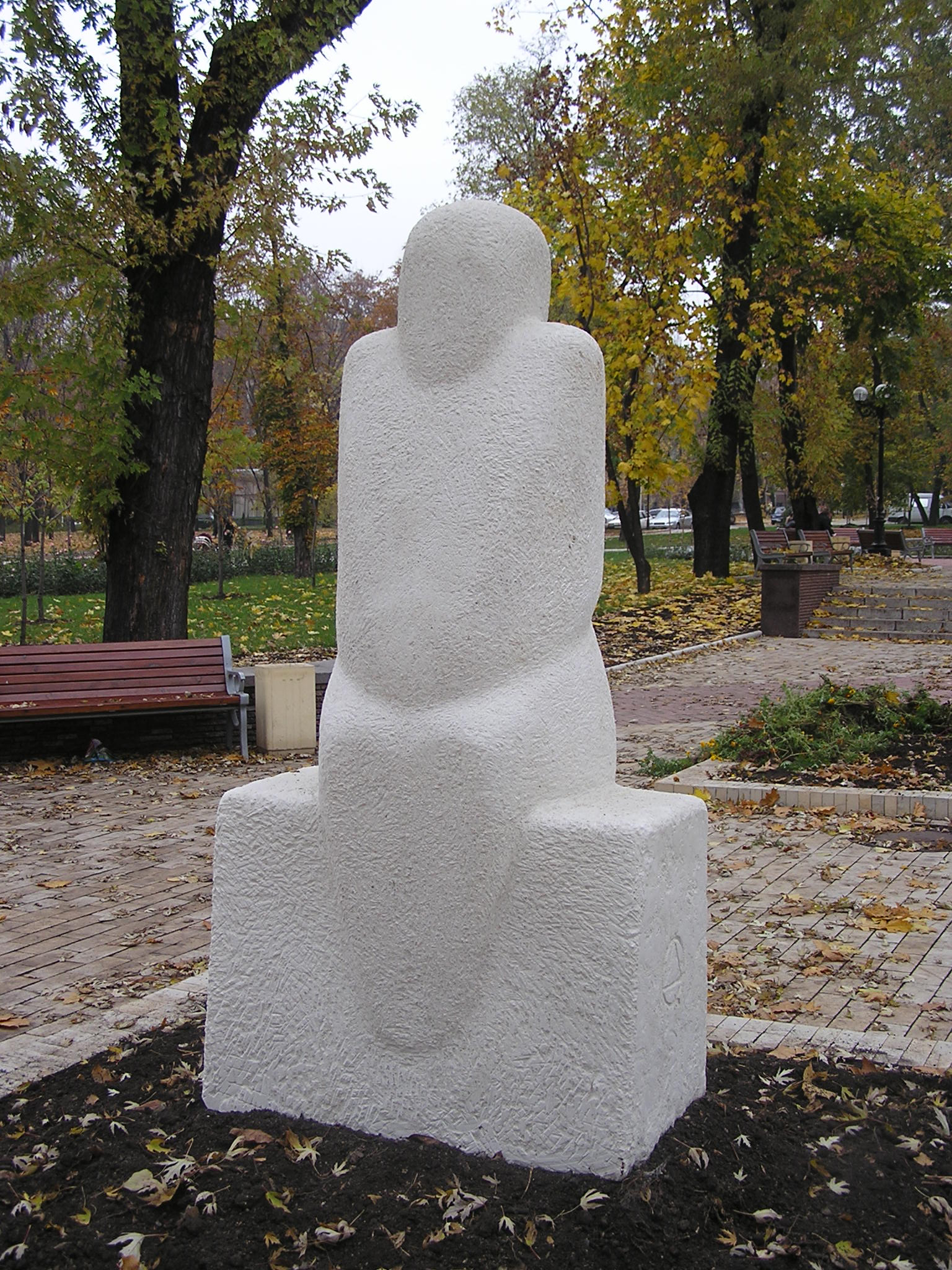
фигура скифской бабы
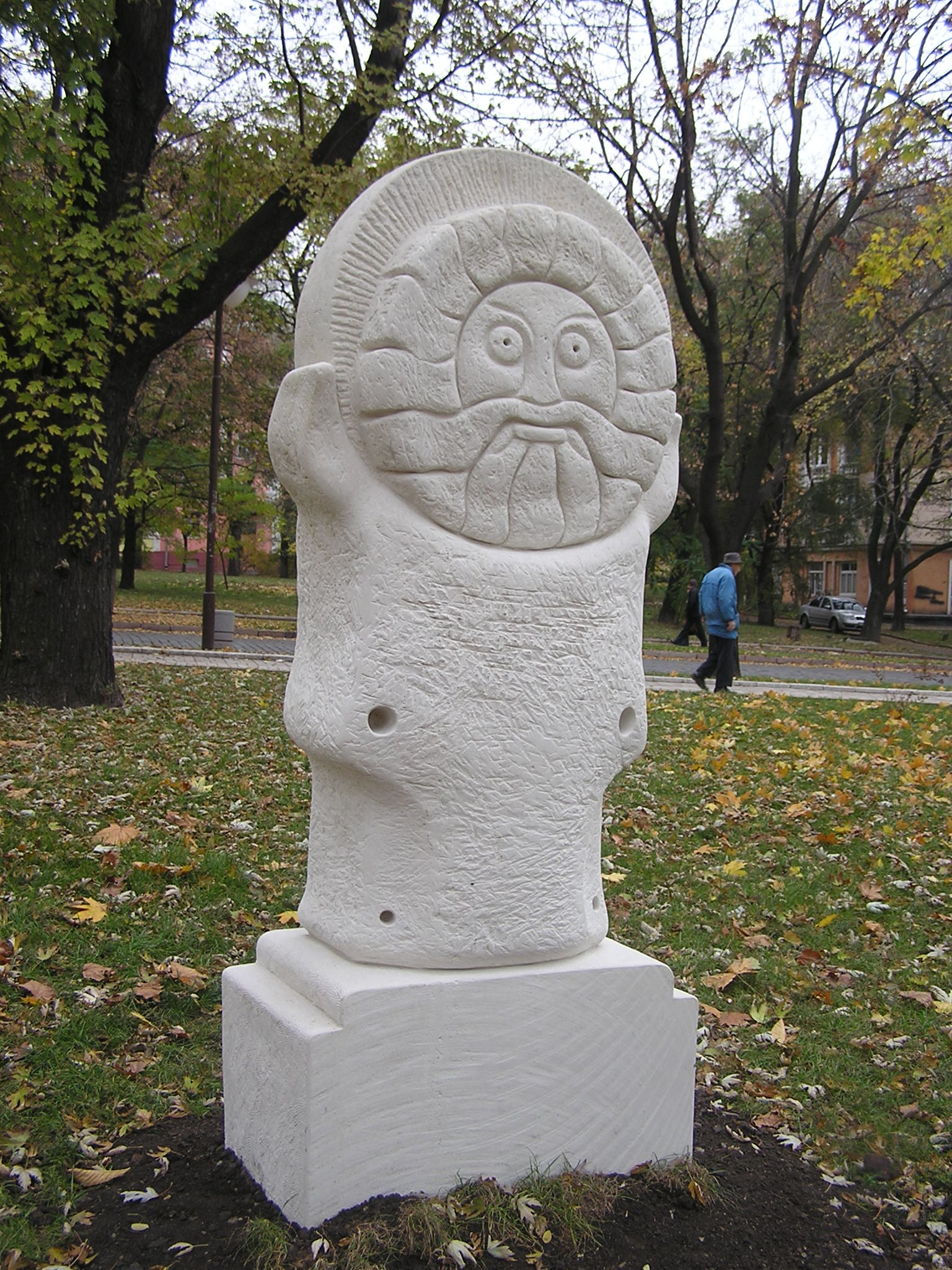
«Ярило»
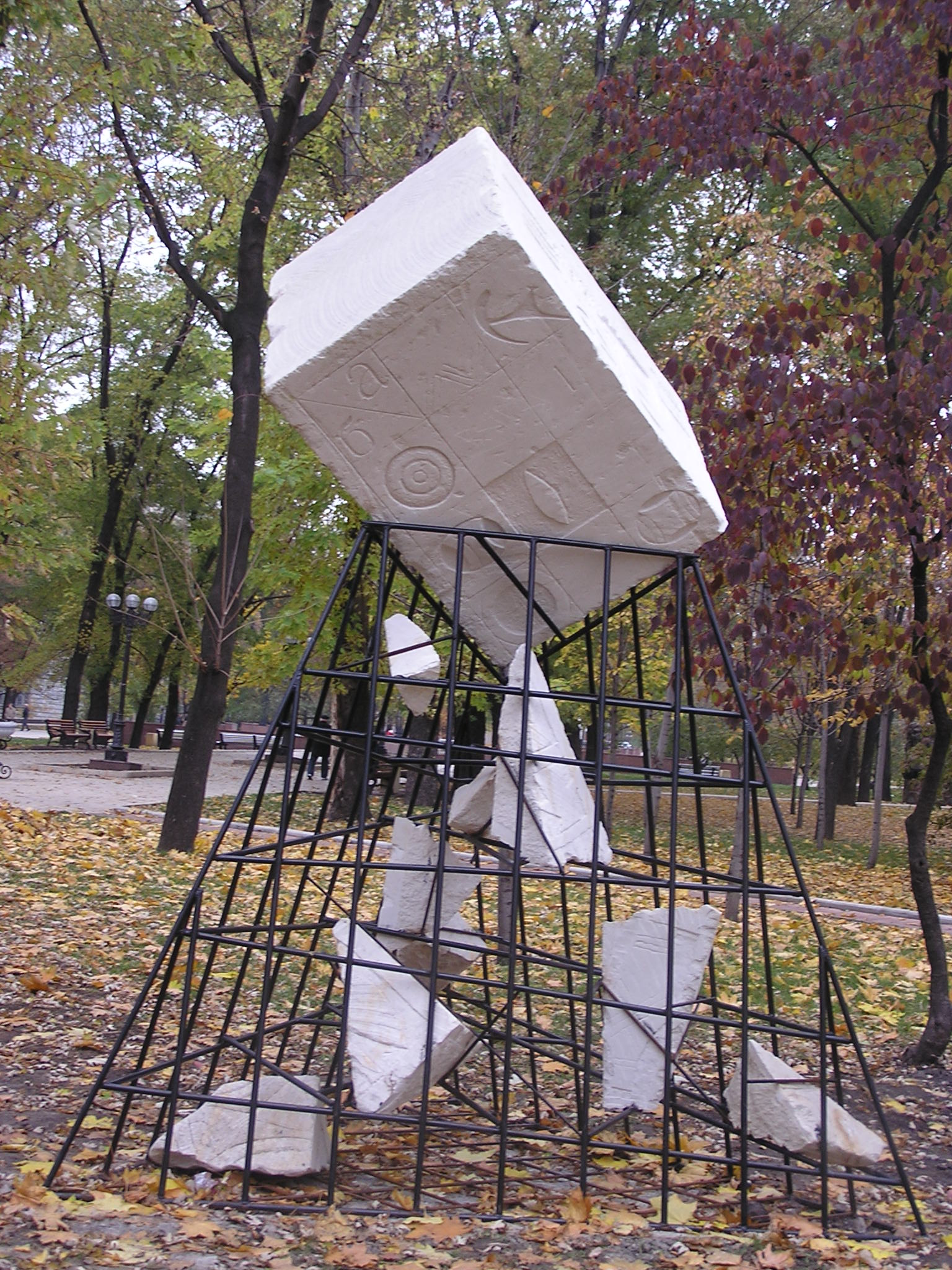
«Краеугольный камень»
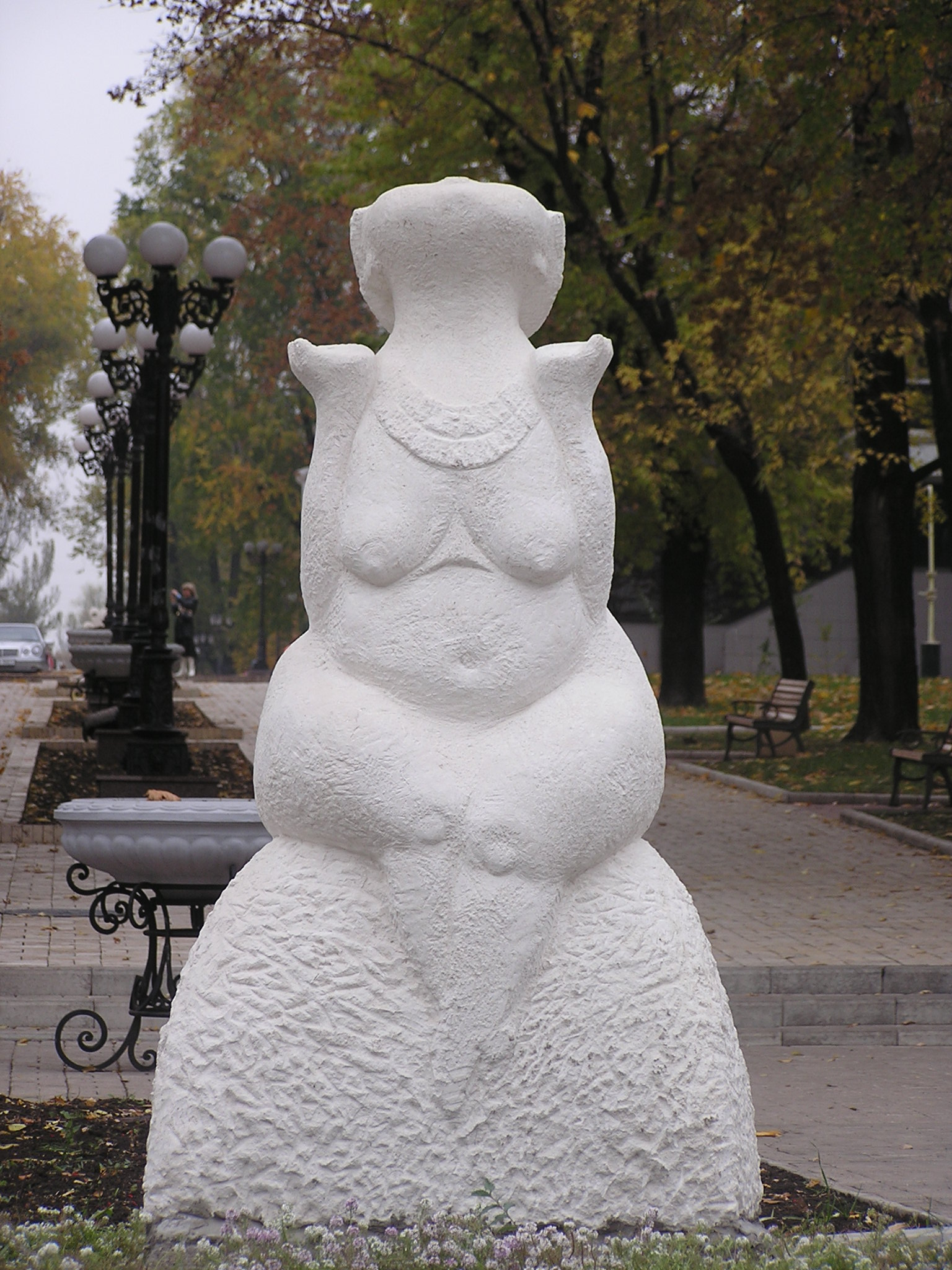
«Женщина и солнце»
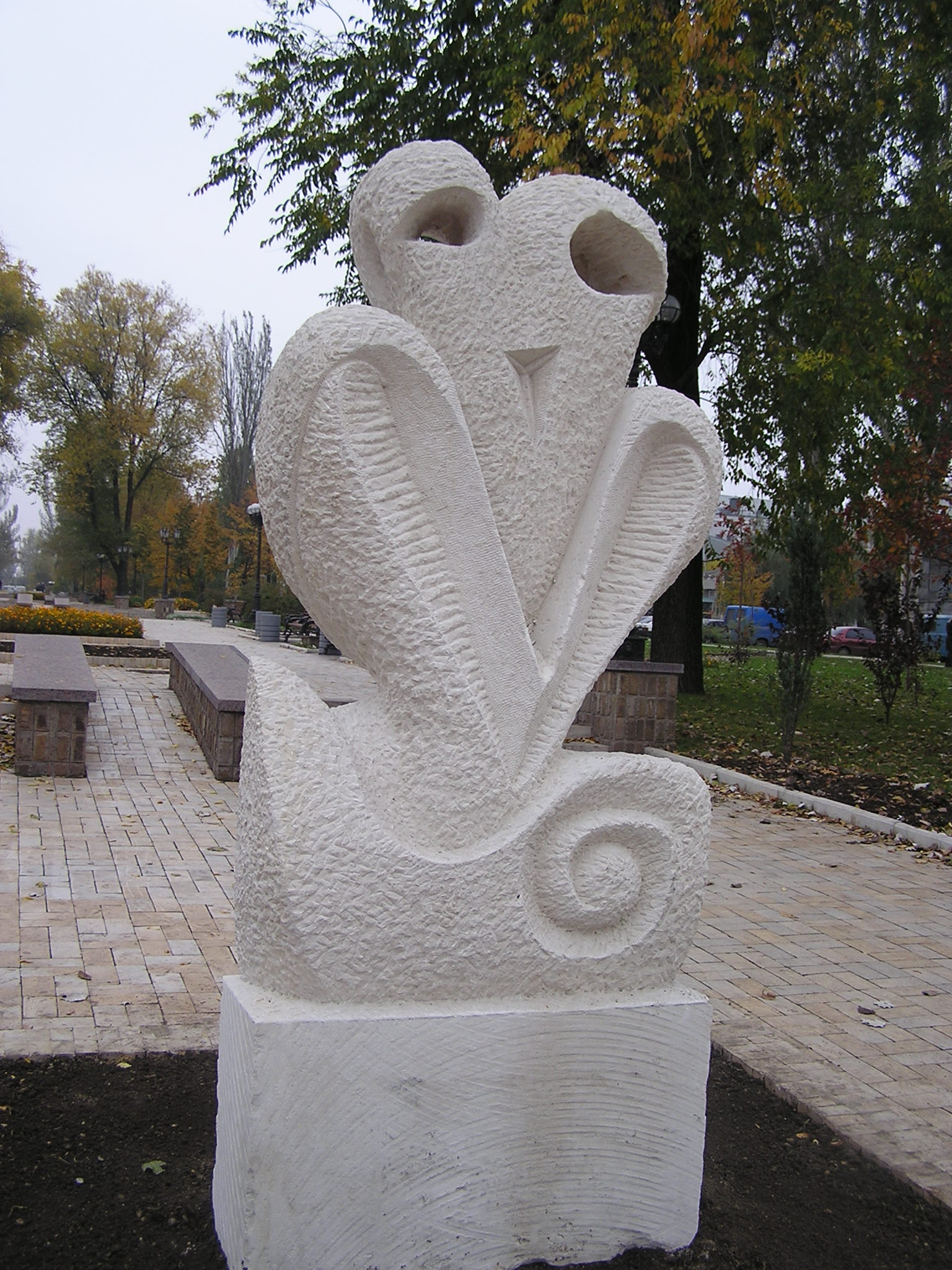
«Диалог»
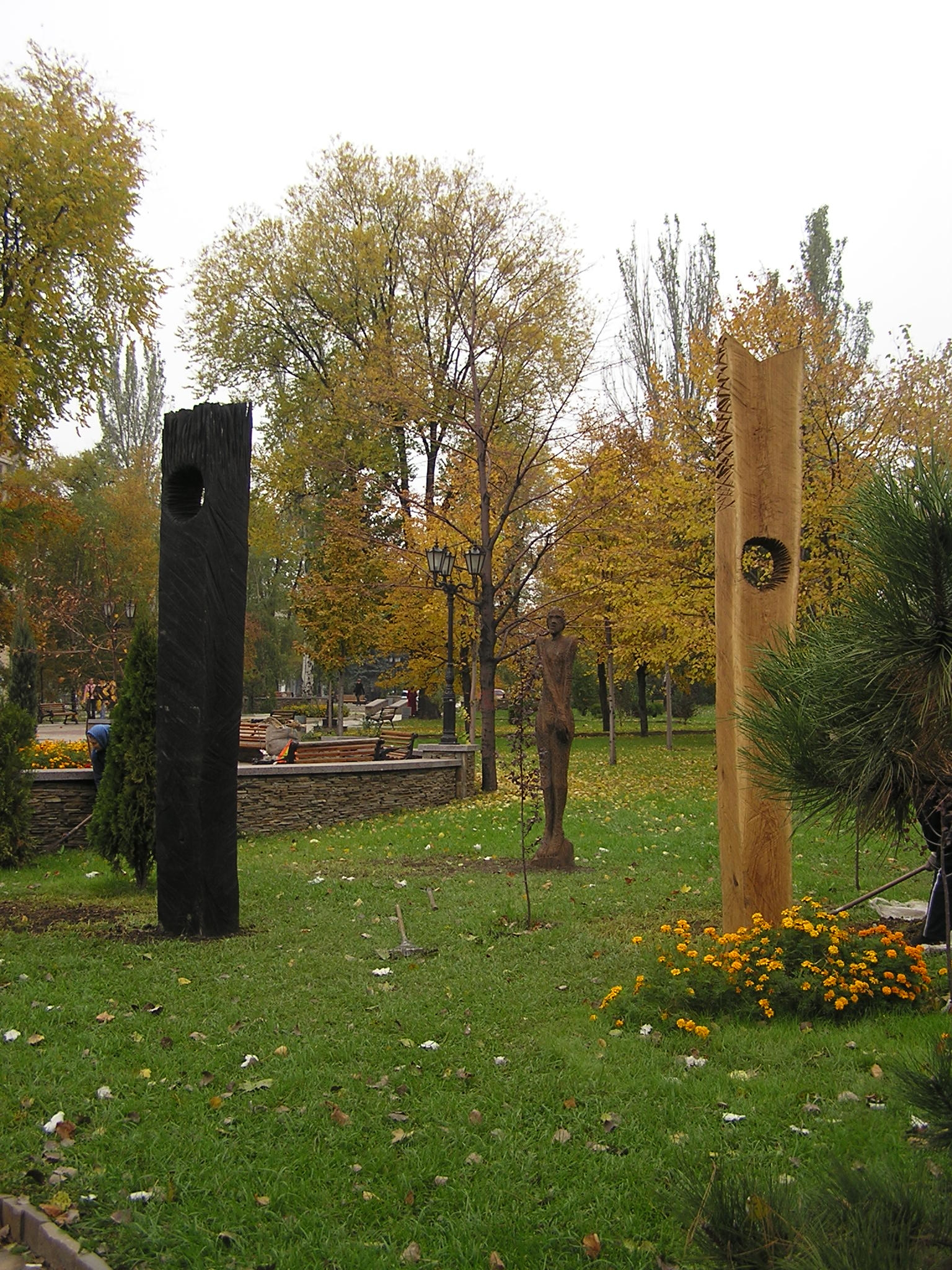
«Черное и белое»
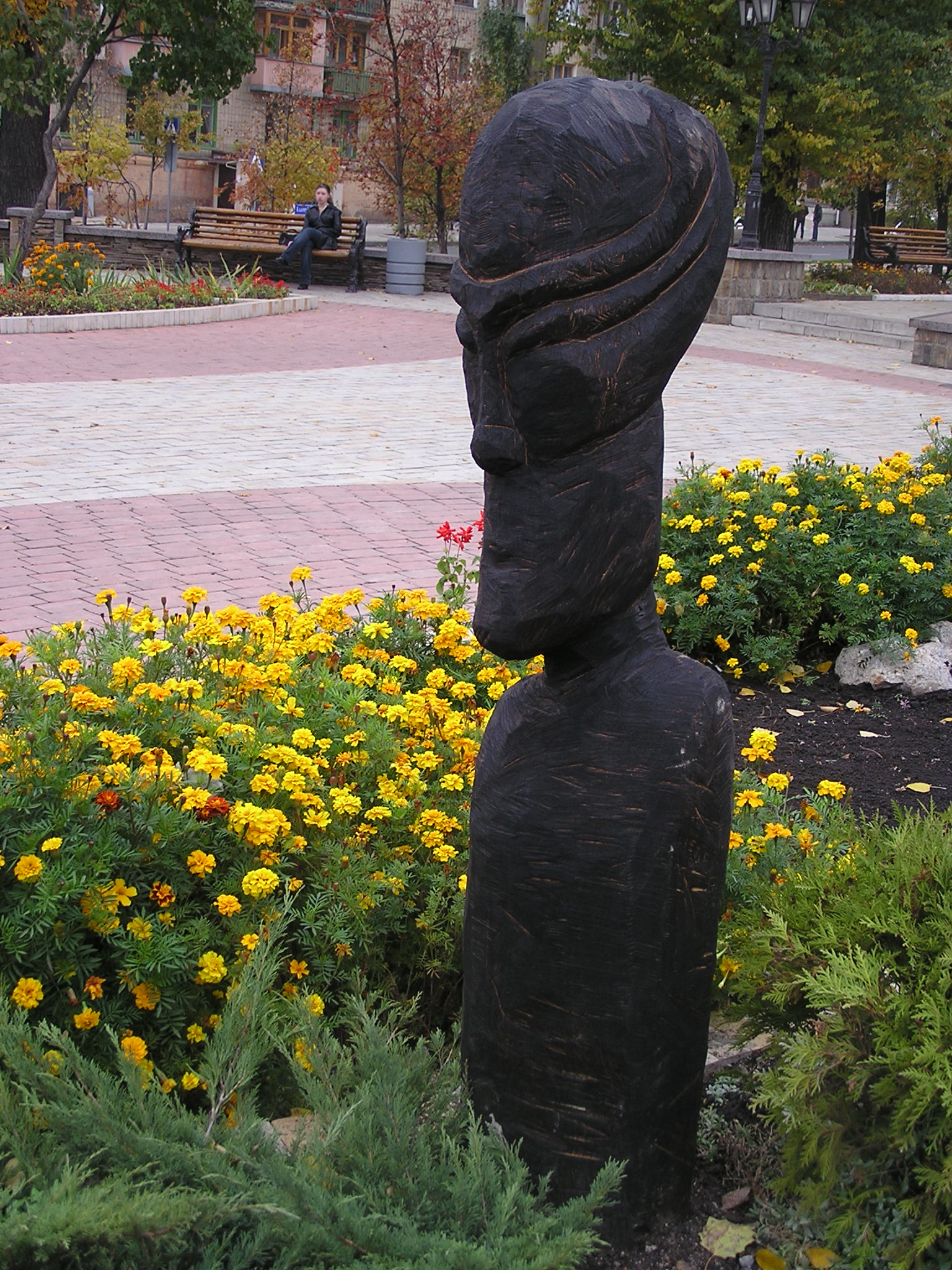
«Женщина-ночная птица»
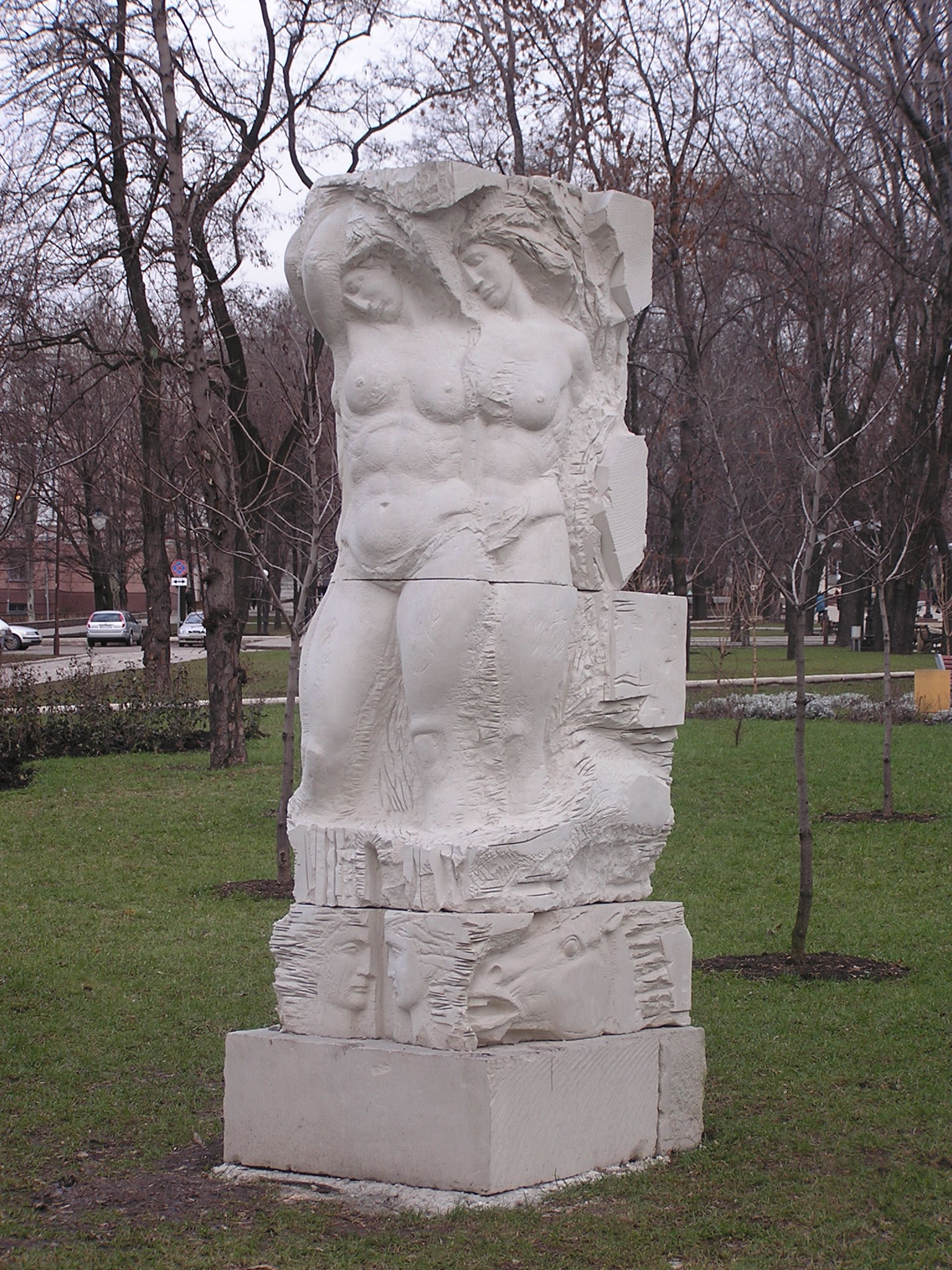
«Сны амазонки»
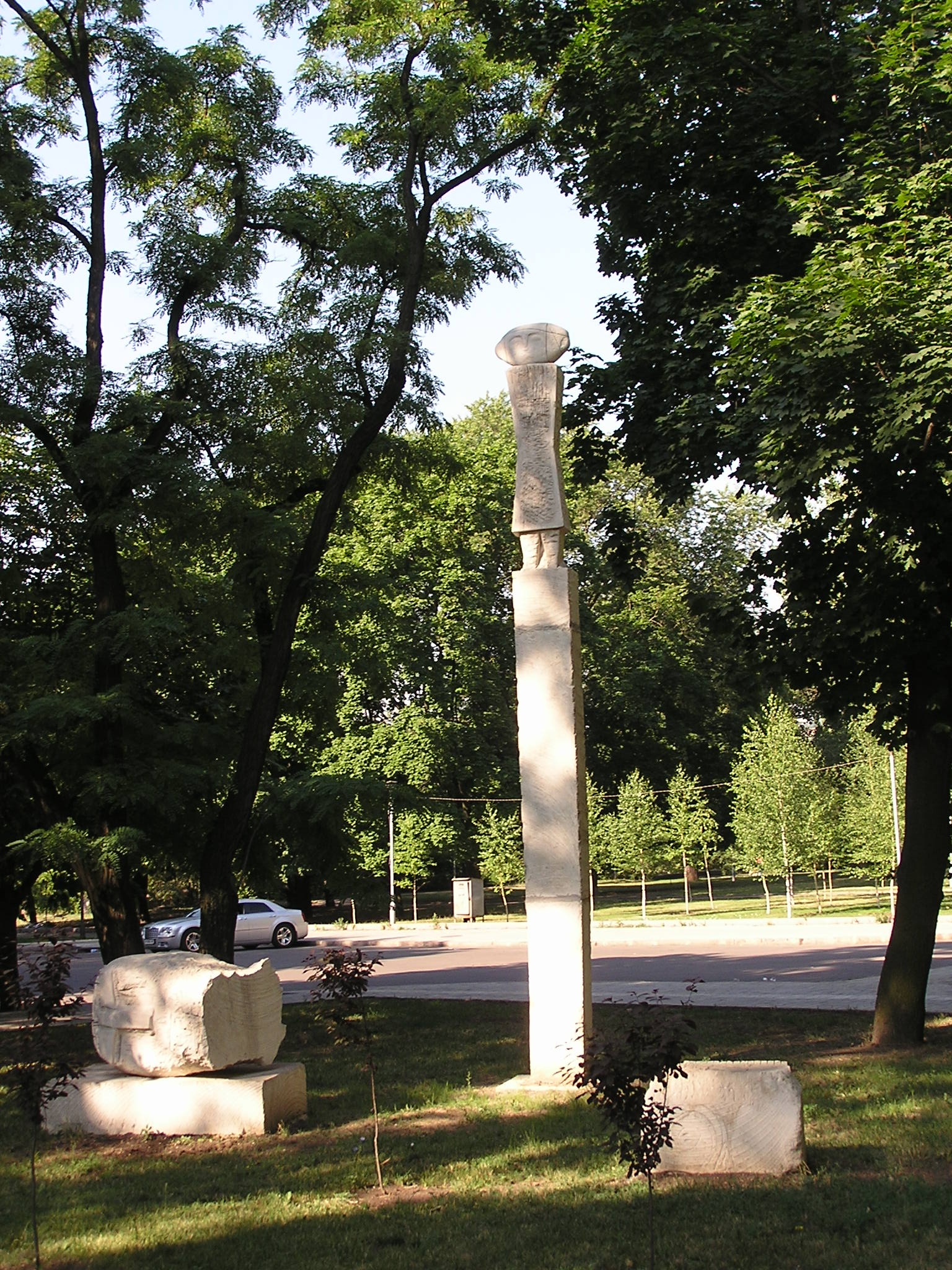
«Давид и Голиаф»